# Xylopsocus radula
Xylopsocus radula är en skalbaggsart som beskrevs av Pierre Lesne 1901. Xylopsocus radula ingår i släktet Xylopsocus och familjen kapuschongbaggar. Inga underarter finns listade i Catalogue of Life.